# Giovanni di Pietro Falloppi
Pour les articles homonymes, voir Modena (homonymie).
Giovanni da Modena, né Giovanni di Pietro Falloppi (Modène, 1379 ? – 1455 ?), est un peintre italien qui fut actif à Bologne jusqu'à la fin de 1451, dans un style encore empreint du gothique international.

## Biographie
Durant la première moitié du XVe siècle, il est l'instigateur de l'originalité de la peinture bolonaise.
Entre 1408 et 1415, il décore à fresque la chapelle Bolognini, à l'église San Petronio de Bologne où il peint les  Épisodes de l'Histoire des Mages, le Paradis  et l’Enfer, l’Élection de Jean XXIII (l'antipape) et des Scènes de la vie de San Petronio. 
En 1420 il décore la chapelle San Abbondio de San Petronio), avec la représentation symbolique de la Rédemption et du Triomphe de l'Église catholique. 
Dans les années 1420, il réalise des peintures sur bois et il s'est aussi vu attribuer des miniatures et des dessins.
Michele di Matteo, attesté à Bologne de 1410 à 1469, a été formé dans son entourage.

## Œuvres
- Paradiso, l'Inferno et les Storie dei Re Magi, chapelle Bolognini, basilique San Petronio, Bologne.
- L'Allegoria del trionfo della Chiesa sulla Sinagoga e del peccato originale (1410 et 1420), fresques, chapelle San Giorgio, basilique San Petronio, Bologne.
- Crocifisso (sagomato soit sur panneau chantourné), provenant de l'église San Francesco, Pinacothèque nationale (Bologne).
- Saint Côme et Saint Damien, peintures sur bois, Gemäldegalerie, Berlin,
- Saint Bernardin, peinture sur bois, dont il reste une attestation de payement datée de 1451 qui a permis de l'identifier à la pinacothèque de Bologne.

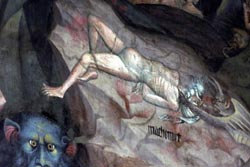
Fresque église san Petronio, Bologne
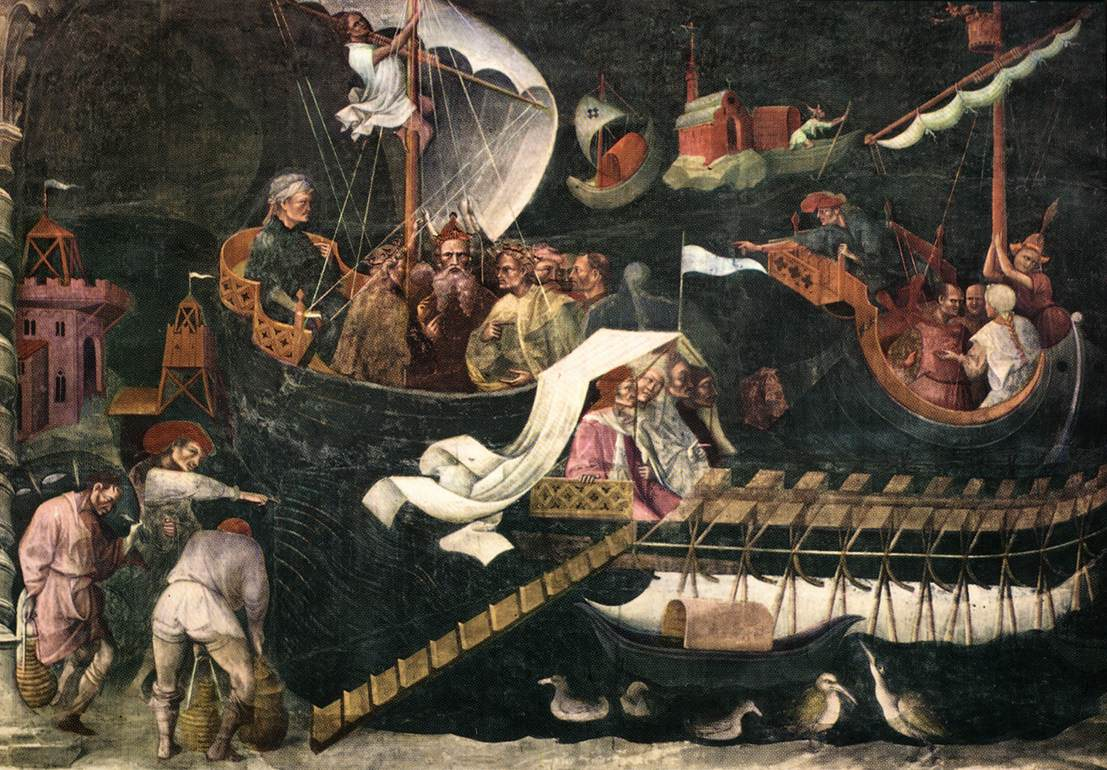
Le Retour des mages (v. 1412), basilique San Petronio, Bologne.
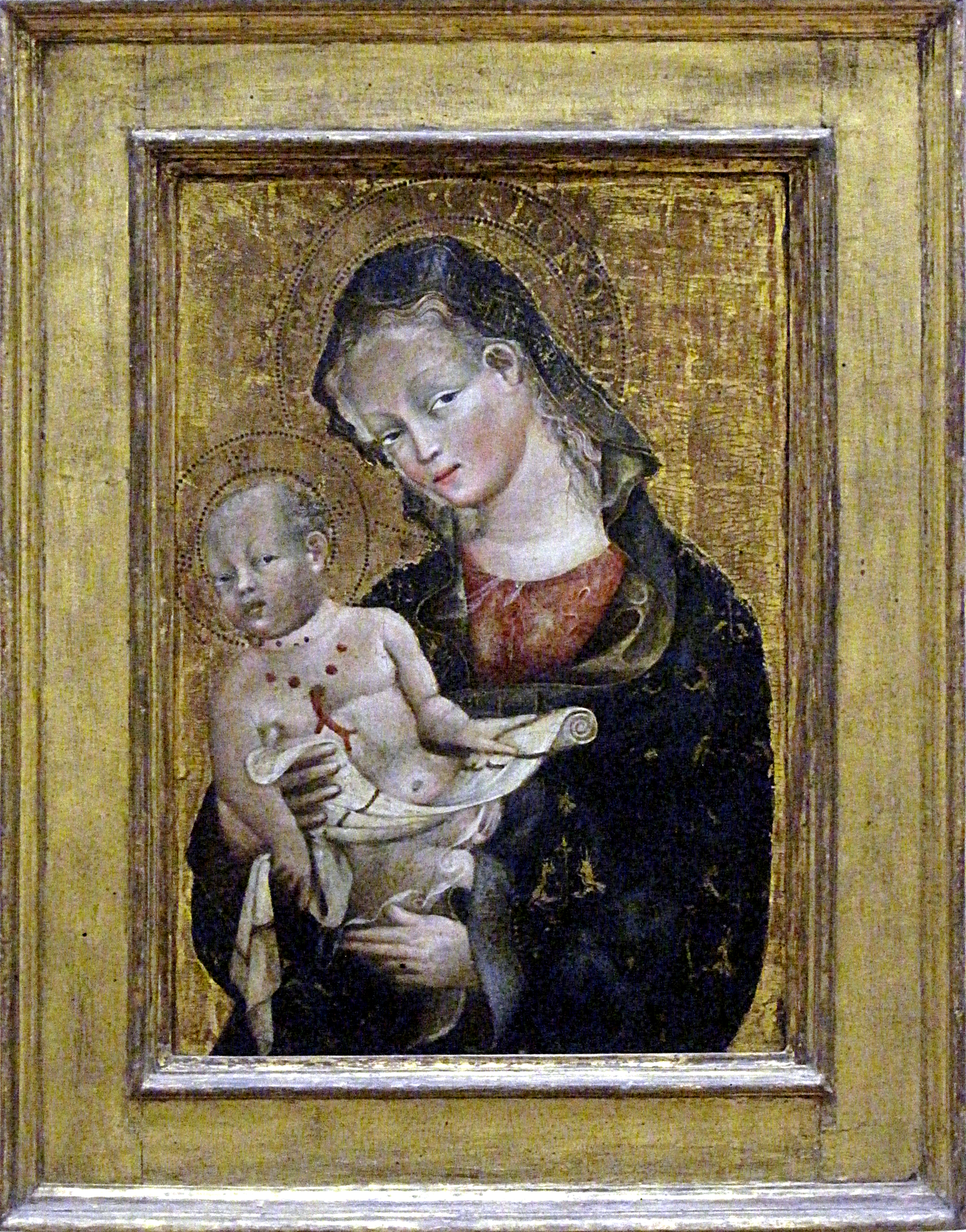
Vierge à l'enfant.
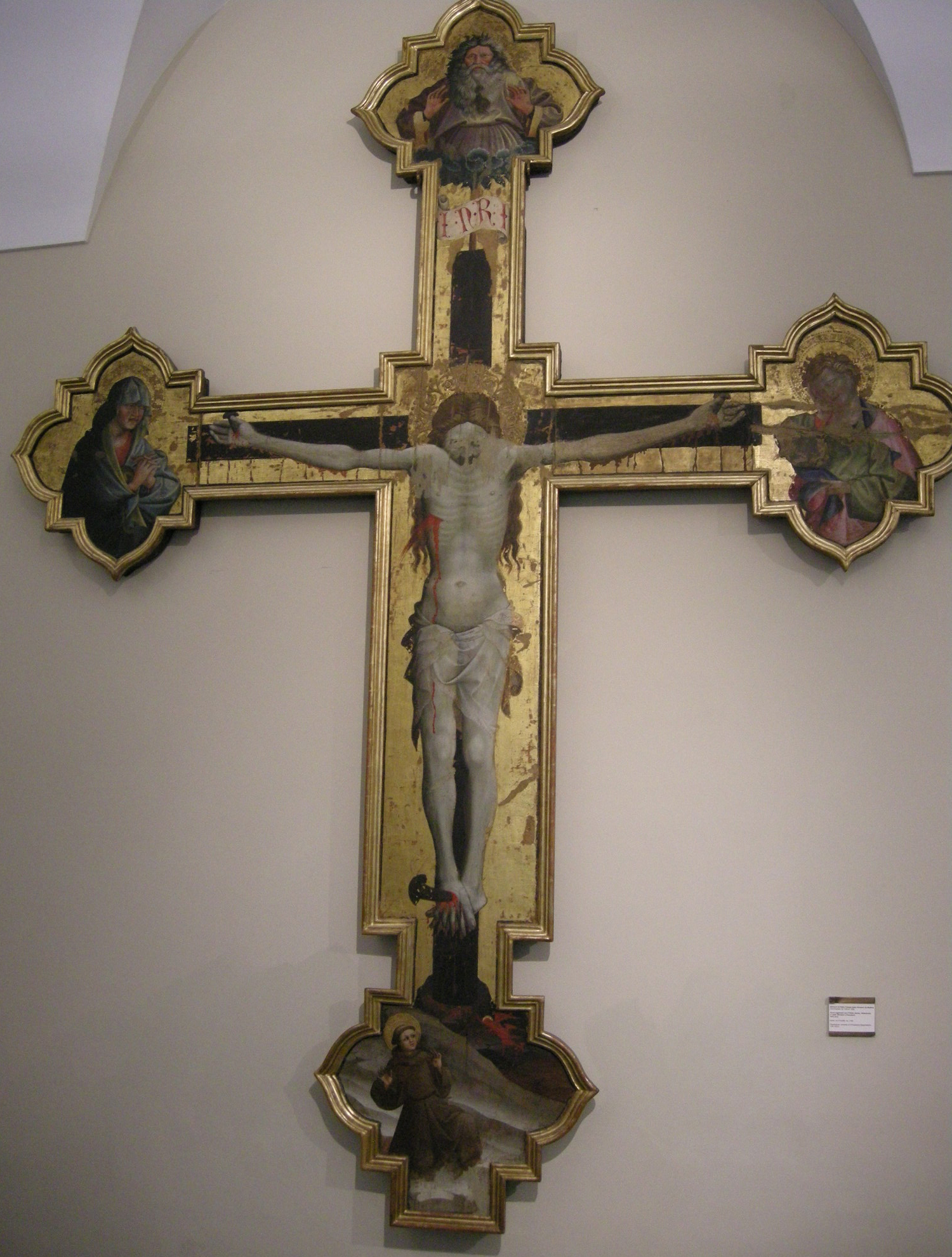
Croce sagomata (1415).